# پای استان
پای استان روستایی از توابع بخش طرهان شهرستان کوهدشت در استان لرستان ایران است.

## جمعیت
```
بر اساس 
سرشماری مرکز آمار ایران
 
در سال ۱۳۸۵
، جمعیت آن ۲۵۹ نفر (۵۳ خانوار) بوده‌است.
```